# Алферовская (Азлецкое сельское поселение)
Алферовская — деревня в Харовском районе Вологодской области на реке Сохта.
Входит в состав Азлецкого сельского поселения, с точки зрения административно-территориального деления — в Азлецкий сельсовет.
Расстояние по автодороге до районного центра Харовска — 63 км, до центра муниципального образования Поповки — 8 км. Ближайшие населённые пункты — Вахруниха, Гридинская, Лобаниха, Тимониха.
По переписи 2002 года население — 13 человек.